# Őry Miklós
Őry Miklós (Németlövő, 1909. szeptember 9. – Klagenfurt, 1984. február 19.) – katolikus pap.

## Életpályája
Szegeden végezte teológiai tanulmányait, ahol 1938-ban szentelték pappá. 1940–1943 között Olaszországban, a római Gergely egyetemen tanult és szerzett teológiai és filozófiai doktorátust. 1949-ben Olaszországban, majd Belgiumban telepedett le. 1954-ben költözött Ausztriába, itt a klagenfurti papnevelőben tanított dogmatikát, 1971-től pedig az ottani magyarság lelkipásztoraként tevékenykedett.
Szerkesztette a Magyar Papi Egység című lapot és társszerkesztője volt a Szolgálatnak és ő szerkesztette a Pázmány Péter lelkisége (Klagenfurt, 1964) című antológiát is.
1984. február 19-én Klagenfurtban érte a halál.

## Munkái
- Pázmány Péter tanulmányi évei (Eisenstadt, 1970)